# Radio Luxembourg
Radio Luxembourg (Radio Luxemburgo) fue una emisora de radio comercial que transmitió desde el Gran Ducado de Luxemburgo hacia las islas británicas entre 1933 y 1992.
Esta estación fue parte del conglomerado europeo de radiodifusión RTL Group.

## Historia
Operado por la Compañía Luxemburguesa de Radiodifusión, el servicio en idioma inglés de Radio Luxemburgo inició sus transmisiones en 1933, como una estación de radio comercial cuyas ondas hertzianas estaban dirigidas hacia Irlanda y Gran Bretaña; este medio fue un precursor importante de las radios piratas, y en general de la radio comercial moderna en el Reino Unido. 
Por otra parte, para diversas empresas era una forma efectiva de hacer publicidad de sus productos, eludiendo la legislación británica, que hasta el año 1973 dio a la BBC el monopolio de la radiodifusión en el territorio del Reino Unido y prohibió todas las formas de publicidad en el espectro radioeléctrico doméstico. 
En su día Radio Luxemburgo ostentó el más poderoso transmisor de propiedad privada en el mundo: 1300 kW de radiodifusión en onda media, hacia finales de la década de 1930.
El 21 de septiembre de 1939, el gobierno luxemburgués cerró la estación para proteger la neutralidad del país durante la Segunda Guerra Mundial. La estación y sus transmisores fueron capturados por las fuerzas invasoras alemanas en 1940, siendo utilizados para llevar a cabo transmisiones de propaganda nazi en inglés hacia Gran Bretaña, realizadas por William Joyce ("Lord Haw-Haw") y otros.
Cuando las fuerzas aliadas liberaron Luxemburgo, en septiembre de 1944, el control de la estación fue transferido al Ejército de los Estados Unidos y se utilizó con fines de propaganda negra por el resto de la guerra.
Luego de la conflagración, especialmente durante las décadas de 1950 y 1960, la emisora disfrutó de una gran audiencia en el Reino Unido e Irlanda, con sus programas de entretenimiento popular.
La última emisión tuvo lugar el 30 de diciembre de 1992. La empresa matriz de Radio Luxemburgo, RTL Group, continuó con sus actividades en el Reino Unido hasta julio de 2010, como propietarios de la cadena de televisión Channel 5.